# アルジェリア文学

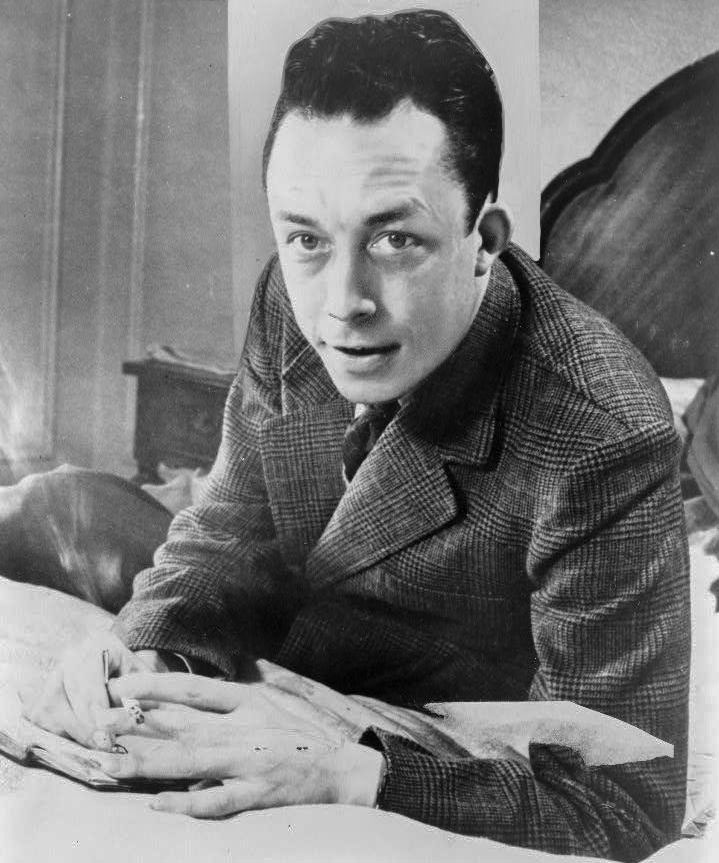
アルベール・カミュ(1957年)。

アルジェリア文学（アルジェリアぶんがく、アラビア語:أدب الجزائر）は古代ローマ、アラブ人、フランス人、スペイン人、更には先住民など多くの文化から影響を受けてきた。アルジェリア文学における支配的な言語はフランス語とアラビア語だが、ベルベル語もまた表されている。アルジェリア文学は北アフリカの文化において不可欠の役割を果たし、その影響は全世界に及んでいる。
古代のアウグスティヌスが現代のアルジェリアのスーク・アハラス出身であるほか、現代の主なアルジェリアの作家として、カテブ・ヤシーン、ラシッド・ミムーニ、ムールード・マムリ、ムールード・フェラウン、アシア・ジェバール、ムハンマド・ディブ、ヤスミナ・カドラ、ブアレム・サンサル、アルジェリア独立戦争後の世代ではカメル・ダウドなどが挙げられる。フランス系アルジェリア人（もしくはピエ・ノワール）の作家アルベール・カミュは1957年にノーベル文学賞を受賞した。

## 歴史
古代に於いては、ローマ帝国統治下で『黄金のろば』を著したアプレイウスと、『告白』（397年 - 398年）を著したキリスト教の教父アウグスティヌスが現在のアルジェリア出身であったため、現在でもアルジェリア文学史にその名が挙げられる。
19世紀には、フランスのアルジェリア侵略に対抗したアブド・アルカーディルが神秘主義詩を残している。19世紀末から20世紀にかけて、ヨーロッパからフランス領アルジェリアに入植した人々（コロン）の2世、3世は、アルジェリアで生まれ育った自らを「アルジェリア人」であると看做し、ルイ・ベルトランやロベール・ランドーらが「アルジェリアニスム」運動を展開した。この流れの中から「アルジェ派」と呼ばれる文学潮流が生まれ、ガブリエル・オーディジオ、アルベール・カミュなどが現れている。
他方、アルジェリアにそれまで住んでいたアラブ人やベルベル人も1920年代からフランス語で創作を始め、とりわけ詩人ジャン・アルムーシュはアンドレ・ジッドやポール・クローデルのような20世紀フランス文学の有力者と共に活動した。カビール地方のベルベル人（カビール人）のムールード・フェラウンはフランス語で執筆した小説『貧者の息子』（1950年）によって名声を博した。同じくカビール人のムールード・マムリはアルジェリア独立戦争を題材にした作品を発表し、また、自らの出自たるベルベル人研究の先駆者となった。『ネジュマ』（1956年）で知られるカテブ・ヤシーヌもまたフランス語で書いた。
現代の作家としては、女性作家のアシア・ジェバールや、イスラム原理主義を題材にするヤスミナ・カドラなどの名が挙げられる。

## 脚註
1. ↑   Literature of Algeria 2007年9月26日閲覧。
2. ↑  鵜戸(2009:320)
3. ↑  鵜戸(2009:321)
4. ↑  鵜戸(2009:321-322)
5. 1 2 3  鵜戸(2009:322)
6. 1 2 3  片岡(1995:208)
7. ↑  アンドレ・ジイド『自作を語る』（片岡美智訳編、目黒書店、1950年）第3章「パリュード」および第4章「地の糧」でジャン・アルムーシュと対談。
8. ↑  邦訳『貧者の息子 - カビリーの教師メンラド』青柳悦子訳、水声社（叢書エル・アトラス）2016年。
9. ↑  ムールード・マムリ『阿片と鞭』菊池章一訳、河出書房新社（現代アラブ小説全集10）1978年、新装版1989年。
10. ↑  邦訳『ネジュマ』島田尚一訳、現代企画室、1994年。
11. ↑  片岡(1995:209)